# Songs from a Blackbird (альбом Меріон Райвен)
«Songs from A Blackbird» — другий студійний альбом норвезької співачки і авторки пісень Меріон Райвен, що вперше вийшов у Норвегії 5 квітня 2013 року. Цей альбом знаменує її перший реліз протягом шести років з 2007 року «Set Me Free» і її перший студійний альбом за вісім років, що складається з абсолютно нових пісень. Альбом «Songs from A Blackbird» також продемонстрував музичний перехід Меріон з її стилю хардрок в більш м'яку фольк-рок музику.
Така зміна стилю отримала змішану реакцію, особливо від шанувальників. Деякі засуджували виконавицю за те, що вона залишила позаду хардрок, в той час, як інші хвалили за спробу повернути собі продажу альбомів в Норвегії. Такі виконавці, як Том Хелл та Ліса Місковскі, виконали дуети з Меріон для альбому. «Songs from A Blackbird» досяг 3 місця в норвезьких чартах.
В цілях просування альбому Меріон вирушила в загальнонаціональний тур по Норвегії. Крім виконання своїх нових треків під час концерту, вона також виконала попередні пісні, але у більш фолк-рок звучанні.

## Список композицій
| №   | Назва                                  | Автори                                          | Тривалість |
| --- | -------------------------------------- | ----------------------------------------------- | ---------- |
| 1.  | «Start Over»                           | Marion Raven, Simone Larsen, Thom Hell          | 5:20       |
| 2.  | «Driving»                              | Marion Raven, Simone Larsen, Thomas Kongshavn   | 3:29       |
| 3.  | «The Minute»                           | Marion Raven, Børge Fjordheim                   | 4:02       |
| 4.  | «Home» (featuring Lisa Miskovsky)      | Marion Raven, Lisa Miskovsky                    | 3:34       |
| 5.  | «On Fire»                              | Marion Raven, Thomas Kongshavn, Kjeit R. Nilsen | 3:18       |
| 6.  | «Never Leave Me»                       | Marion Raven, Thom Hell                         | 4:09       |
| 7.  | «You And I»                            | Marion Raven, Aleksander With                   | 3:36       |
| 8.  | «Don't You»                            | Marion Raven                                    | 3:26       |
| 9.  | «Prove Me Wrong»                       | Marion Raven, Lene Marlin                       | 3:43       |
| 10. | «Rest Your Head» (featuring Thom Hell) | Marion Raven, Thom Hell                         | 3:35       |
| 11. | «Safe And Sound»                       | Marion Raven, Thom Hell                         | 3:47       |

### Бонусні треки iTunes
| №   | Назва                 | Автори                                           | Тривалість |
| --- | --------------------- | ------------------------------------------------ | ---------- |
| 12. | «All Lies»            | Marion Raven, Aleksander With, Tommy Kristiansen | 3:26       |
| 13. | «Comfort You»         | Marion Raven, Lisa Miskovsky                     | 2:49       |
| 14. | «Hush»                | Marion Raven                                     | 3:14       |
| 15. | «Colors Turn To Grey» | Kurt Nilsen, Eirik Grønner, Jørn Dahl            | 3:11       |

## Songs From a Blackbird (Перевидання)
Нова версія «Songs from A Blackbird» вийшла на iTunes в усьому світі. Альбом містив 6 нових треків з мініальбомів Scandal Vol. 1 («Scandal», «In Dreams» та «Never Gonna Get It») і Scandal Vol. 2 («Better Than This», «Running» та «When You Come Around»). Альбом вийшов на лейблах Epic Records та Sony Music Germany. Він продавався у форматах CD та LP з 8 серпня в Німеччині, Швейцарії та Австрії.
Меріон випустила альбом під своїм міжнародним сценічним ім'ям — Меріон Райвен, замість Маріон Рейвн, під яким вона відома в своїй рідній країні — Норвегії. Як і в Норвегії, першим міжнародним синглом став «The Minute», а новий кліп був записаний у червні в Німеччині. Відео вийшло 22 липня 2014 року.
Альбом на iTunes містить 3 бонусні треки: «Start Over», «You And I» та «Don't You», що вийшли 5 серпня 2014 року в усьому світі.
«Songs from A Blackbird» вийшов у цифровому і фізичному вигляді в Австралії 31 жовтня 2014 року.

### Список композицій
| №   | Назва                              | Автори                                           | Тривалість |
| --- | ---------------------------------- | ------------------------------------------------ | ---------- |
| 1.  | «The Minute»                       | Marion Raven, Børge Fjordheim                    | 4:02       |
| 2.  | «Driving»                          | Marion Raven, Simone Larsen, Thomas Kongshavn    | 3:29       |
| 3.  | «Scandal»                          | Marion Raven, Børge Fjordheim                    | 4:03       |
| 4.  | «Better Than This»                 | Marion Raven, Børge Fjordheim                    | 3:47       |
| 5.  | «Home» (спільно з Лісой Місковскі) | Marion Raven, Lisa Miskovsky                     | 3:34       |
| 6.  | «Colors Turn To Grey»              | Kurt Nilsen, Eirik Grønner, Jørn Dahl            | 3:15       |
| 7.  | «In Dreams»                        | Marion Raven, Simone Eriksrud, Thomas Kongshavn  | 4:02       |
| 8.  | «Never Gonna Get It»               | Marion Raven, Simone Eriksrud, Thomas Kongshavn  | 4:42       |
| 9.  | «Running»                          | Marion Raven, Simone, Eriksrud, Thomas Kongshavn | 3:30       |
| 10. | «On Fire»                          | Marion Raven, Thomas Kongshavn, Kjeit R. Nilsen  | 3:17       |
| 11. | «Never Leave Me»                   | Marion Raven, Thom Hell                          | 4:09       |
| 12. | «When You Come Around»             | Marion Raven, Børge Fjordheim                    | 3:44       |

#### Бонусні треки iTunes
| №   | Назва        | Автори                                 | Тривалість |
| --- | ------------ | -------------------------------------- | ---------- |
| 13. | «Start Over» | Marion Raven, Simone Larsen, Thom Hell | 5:19       |
| 14. | «You And I»  | Marion Raven, Aleksander With          | 3:36       |
| 15. | «Don't You»  | Marion Raven                           | 3:26       |

## Чарти

### Щотижневі чарти
| Чарт (2013)         | Найвища позиція |
| ------------------- | --------------- |
| Норвегія (VG-lista) | 3               |